# Dodonka
Dodonka (Dodonaea), známá též pod českým jménem dodonea, je rod šedesáti až sedmdesáti druhů stromů nebo keřů z čeledi mýdelníkovité (Sapindaceae). Jsou rozšířeny v subtropických a tropických oblastech všech kontinentů. Největší druhová pestrost je v Austrálií.

## Popis
Je známo 60–70 druhů tohoto rodu. Druh, který není příliš teplotně náročný je dodonka žláznatá (Dodonea viscosa), jež roste okolo Středozemního moře.
Jsou to stále zelené nebo opadavé stromy nebo keře vysoké 1 až 5 metrů, díky vylučování pryskyřice často lepkavé. Listy mají střídavé, vzácně vstřícné, podlouhlé až 10 cm dlouhé, jednoduché nebo zpeřené, bez palistů, na líci tmavě zelené, na rubu našedlé, se silnou střední žilkou, lysé nebo chlupaté.
Jsou to rostliny většinou dvoudomé s jednopohlavnými monochlamydními květy, někdy polygamně dvoudomé. Květenství jsou terminální laty, kvetou jen po krátkou dobu. Tyčinky samčích květů vyrůstají na krátkých nitkách a jsou hustě směstnány do kruhu kolem zakrslého pestíku. V samičích květech je nápadná dlouhá dvouklaná čnělka. Jsou opylovány větrem, neprodukují žádný nektar. Kvetou podle druhů od května do října.
Stopkaté plody, jsou kožovité nebo síťnaté tobolky se dvěma nebo třemi křídly červené barvy, s kulatými nebo zploštělými semeny. Nezralá semena jsou ostře červená, uzráním zčernají. Tobolky jsou jen na samičích rostlinách, po dozrání semen praskají. Aby byly v tobolkách i plody, musí růst poblíž samčí rostlina.

## Použití
Snáší sucho, zasolení půdy i silné větry, proto se používá mnohdy jako větrolamy v suchých přímořských oblastech. Dále se vysazují jako okrasné rostliny pro své zajímavé plody, větví se používá k suché dekoraci. Některé druhy mají zajímavé černě-bíle pruhované dřevo.
Rozličné druhy se používají i v lidovém lékařství, z některých se užívají zábaly z listů proti bolestem v krku a hostci (ústřel), jiné jsou vhodné jako léky pročisťovací nebo proti zimnici, zápalu plic a horečce.

## Pěstování
Rozmnožují se většinou vegetativně, rostlinné řízky se odebírají ze samičích rostlin. Chceme-li vypěstovat křížence nebo nové variety, množíme rostliny ze semene volně rostoucích rostlin. Před výsevem semen tato spařujeme ve vřelé vodě, je možno i předehřát v mikrovlnné troubě.

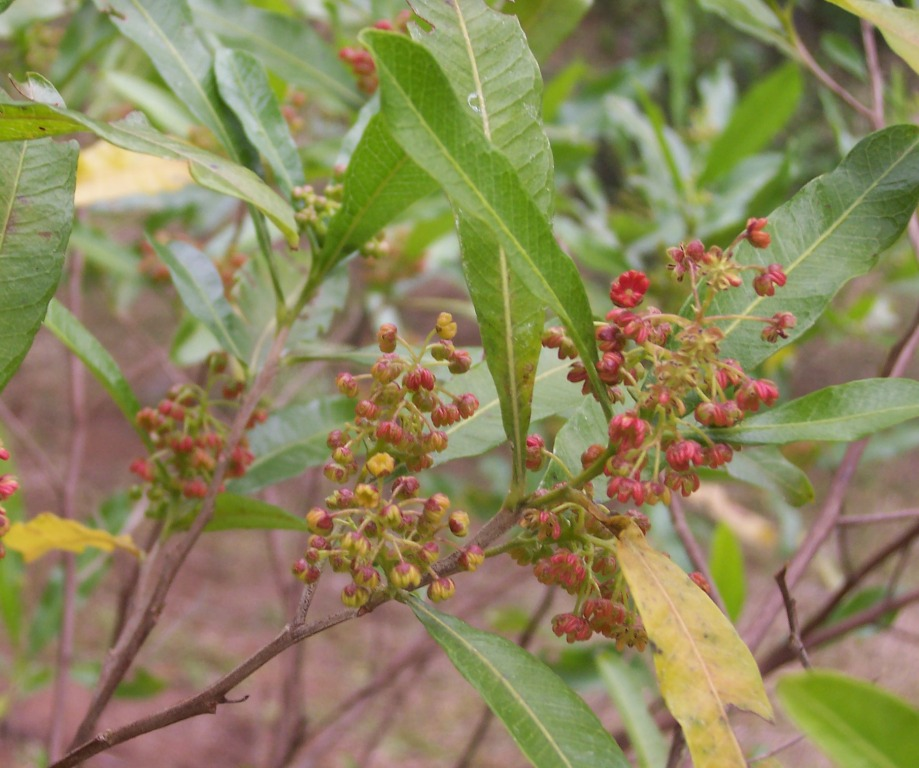
Dodonka žláznatá - květy

## Systém
Roztřídění rodu Dodonaea do jednotlivých druhů
Dodonaea adenophora Miquel,  
Dodonaea amblyophylla Diels,  
Dodonaea aptera Miquel,  
Dodonaea baueri Endlicher,  
Dodonaea boroniifolia Don,  
Dodonaea bursariifolia Mueller,  
Dodonaea caespitosa Diels,  
Dodonaea camfieldii Maiden et Betche,  
Dodonaea ceratocarpa Endlicher,  
Dodonaea concinna Bentham,  
Dodonaea coriacea McGillivray,  
Dodonaea divaricata Bentham,  
Dodonaea ericoides Miquel,  
Dodonaea falcata West,  
Dodonaea filifolia Hooker,  
Dodonaea filiformis Link,  
Dodonaea glandulosa West,  
Dodonaea hackettiana Fitzgerald,  
Dodonaea heteromorpha West,  
Dodonaea hexandra Mueller,  
Dodonaea hirsuta Maiden et Betche,  
Dodonaea humifusa Miquel,  
Dodonaea humilis Endlicher,  
Dodonaea inaequifolia Turczaninow,  
Dodonaea intricata West,  
Dodonaea lanceolata Mueller,  
Dodonaea larreoides Turczaninow,  
Dodonaea lobulata Mueller,  
Dodonaea macrossanii Mueller et Scortechini,  
Dodonaea megazyga Mueller,  
Dodonaea microzyga Mueller,  
Dodonaea multijuga Don,  
Dodonaea oxyptera Mueller,  
Dodonaea pachyneura Mueller,  
Dodonaea peduncularis Lindley,  
Dodonaea petiolaris Mueller,  
Dodonaea physocarpa Mueller,  
Dodonaea pinifolia Miquel,  
Dodonaea pinnata Smith,  
Dodonaea platyptera Mueller,  
Dodonaea polyandra Merrill et Perry,  
Dodonaea polyzyga Mueller,  
Dodonaea procumbens Mueller,  
Dodonaea ptarmicaefolia Turczaninow,  
Dodonaea rhombifolia Wakefield,  
Dodonaea rigida West,  
Dodonaea rupicola White,  
Dodonaea serratifolia McGillivray,  
Dodonaea sinuolata West,  
Dodonaea stenophylla Mueller,  
Dodonaea stenozyga Mueller,  
Dodonaea subglandulifera West,  
Dodonaea tenuifolia Lindley,  
Dodonaea tepperi Mueller,  
Dodonaea triangularis Lindley,
Dodonaea trifida Mueller,  
Dodonaea triquetra Wendland,  
Dodonaea truncatiales Mueller,  
Dodonaea uncinata West,  
Dodonaea vestita Hooker,  
Dodonaea viscosa Jacquin,  